# К.Ф.Бенфіка (жіночий футбольний клуб)
Жіночий футбольний клуб «Бенфіка» (порт. Clube de Futebol Benfica Feminino)  — португальський жіночий футбольний клуб з міста Лісабон.

## Історія
Починаючи з сезону 1987/88 президентом команди був Домінгос Естаніслав. «КФ Бенфіка» розпочала свої виступи на найвищому португальському рівні у 1990-х роках.
Свої матчі «KФБ» проводили на стадіоні «Francisco Lázaro», який знаходиться в парку «Сілва Порто» в районі Санта-Крус-де-Бенфіка.

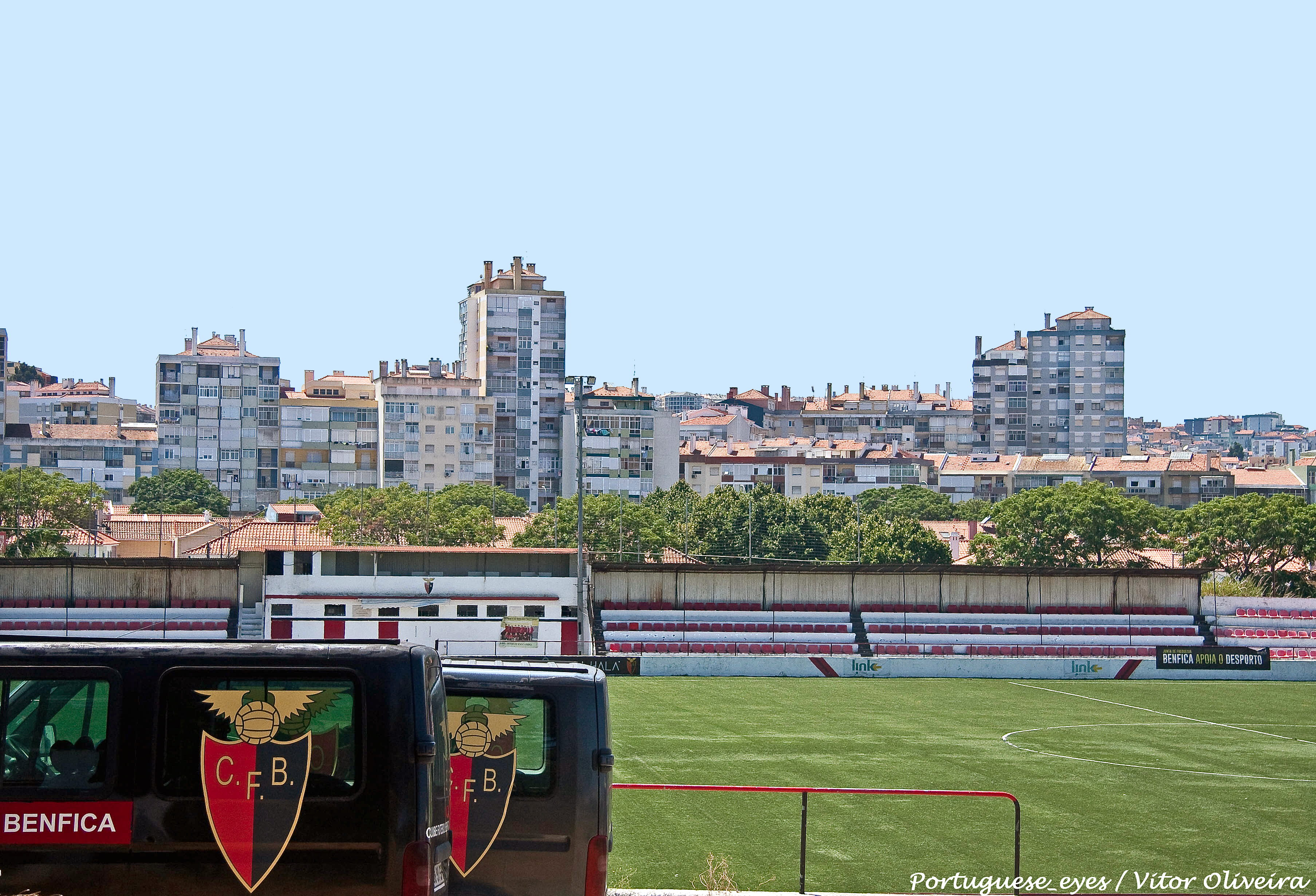
«Estadio Francisco Lazaro» - домашній стадіон «КФБ»

В сезоні 2010–11 років «КФ Бенфіка» спромоглася дійти до фіналу кубка Португалії, але програла у вирішальному матчі команді «Прімейру Дісембру» з рахунком 0–3.
Перший справжній успіх для команди стався у сезоні 2014–15 років, у якому «КФБ» здобули золотий дубль, вигравши і чемпіонат і кубок Португалії, а вже через рік вони повторили це досягнення.
В сезоні 2015–16 років «КФ Бенфіка» дебютувала у Лізі чемпіонів УЄФА, але не пройшла кваліфікаційний раунд.
Після того як у 2017 року іменитий португальский спортивний клуб «Бенфіка» офіційно створив жіночу футбольну команду в своїй структурі, «KФБ» став поступово втрачати свою популярність і після сезону 2022–23 років більше не виступав у вищому жіночому дивізіоні Португалії.

## Досягнення
- Чемпіонат Португалії
  -  Чемпіон (2): 2014–15, 2015–16

- Кубок Португалії
  -  Володар (2): 2014–15, 2015–16

- Суперкубок Португалії
  -  Володар (1): 2015

- Другий дивізіон Португалії
  -  Чемпіон (1): 2009–10

## Виступи в єврокубках
| Сезон   | Назва турниру       | Раунд                                 | Суперник             | Рахунок |
| 2015-16 | Ліга чемпіонів УЄФА | груповий етап кваліфікаційного раунду | «Осієк»              | 3-0     |
| 2015-16 | Ліга чемпіонів УЄФА | груповий етап кваліфікаційного раунду | «Норок» (Німорень)   | 3-0     |
| 2015-16 | Ліга чемпіонів УЄФА | груповий етап кваліфікаційного раунду | «Спартак» (Суботиця) | 1-2     |
| 2016-17 | Ліга чемпіонів УЄФА | груповий етап кваліфікаційного раунду | «ПК-35» (Вантаа)     | 2-1     |
| 2016-17 | Ліга чемпіонів УЄФА | груповий етап кваліфікаційного раунду | «Ньюрі Сіті»         | 5-0     |
| 2016-17 | Ліга чемпіонів УЄФА | груповий етап кваліфікаційного раунду | «Евальдснес»         | 1-6     |